# Tursac
Tursac é uma comuna francesa na região administrativa da Nova Aquitânia, no departamento Dordonha. Estende-se por uma área de 17,56 km². Em 2010 a comuna tinha 340 habitantes (densidade: 19,4 hab./km²).